# 龙潭革命烈士纪念碑
龙潭革命烈士纪念碑，位于中国广东省韶关市新丰县沙田镇龙潭村，为新丰县的一个县级文物保护单位，类型为近现代重要史迹及代表性建筑，公布时间为1984年12月15日。
龙潭革命烈士纪念碑建于1969年。